# Грандо Олександр Абрамович
Грандо Олександр Абрамович (нар. 10 жовтня 1919 — 17 липня 2004) — відомий в Україні та поза її межами педагог і науковець, фахівець у галузі соціальної медицини та організації охорони здоров'я, історії медицини. Основні напрямки його науково-педагогічної діяльності — теоретичні й практичні питання соціальної медицини, дослідження в галузі історії медицини. Завідувач кафедри соціальної гігієни й організації охорони здоров'я Національного медичного університету імені О. О. Богомольця (1972—1990). Створив власну школу організаторів охорони здоров'я та істориків медицини. Доктор медичних наук (1968), професор (1968), заслужений діяч науки України, лауреат Державной премії УРСР (1983), академік Петровської академії наук та мистецтв.

## Дитинство та молоді роки
Народився в 1919 р. у Могилеві-Подільському (Вінницька область). У 1941 р. закінчив Київський медичний інститут. Під час Німецько-радянської війни був старшим полковим лікарем на різних фронтах. Учасник Сталінградської битви. Нагороджений 3-ма бойовими орденами та багатьма медалями.

## Педагогічна та наукова діяльність
У 1945—1947 рр. — викладач військової кафедри Казанського університету, з 1948 по 1956 рік — асистент кафедри соціальної гігієни та організації охорони здоров'я Київського інституту удосконалення лікарів. У 1956—1961 рр. працював у НДІ комунальної гігієни, спочатку старшим науковим співробітником, а потім очолював сектор історії охорони здоров'я. З 1961 р. у Київському медичному інституті на посадах доцента, професора кафедри соціальної гігієни та організації охорони здоров'я, а у 1972—1990 рр. очолював її. У 1968 році захистив докторську дисертацію «Розвиток гігієни та санітарної діяльності в УРСР». Лекції професора Грандо були надзвичайно популярні серед студентів і лікарів.

## Директор-засновникНаціонального музею медицини України
Одночасно з викладацькою та науковою діяльністю О. А. Грандо починаючи з 1962 р. на громадських засадах займався створенням музею історії медицини, використовуючи сучасні принципи музейної науки.
Була проведена багатолітня науково-дослідна робота із збирання та вивчення історичних джерел, фондів багатьох державних архівів, музеїв і наукових бібліотек. Зібрано понад 14 тис. експонатів, розроблялися науково-методичні основи побудови експозиції.
На базі музею 29 жовтня 1982 року за рішенням МОЗ УРСР був відкритий Музей медицини Української РСР, який у 1990 році перетворений у Центральний музей УРСР (з 1999 року — Національний музей медицини України).
У 1983 р. за його створення О. Грандо було удостоєно Державної премії України в галузі науки і техніки.
Завдяки своїй науковій унікальності та цінним експозиціям, музей отримав світове визнання, він є членом Європейської асоціації музеїв історії медичної науки (з 1986 року).

## Наукові публікації
О. А. Грандо автор понад 160 наукових праць, зокрема 9 монографій, керівництв та навч. посібників, присвячених різним питанням історії й організації охорони здоров'я, проблемам лікарської етики й медичної деонтології. Серед них книги та монографії: «Медицина в зеркале истории», «Подорож у минуле медицини», «Очима художників» (медицина в українському образотворчому мистецтві), «Медицинская этика», «Видатні імена в історії української медицини» та ін.
О. Грандо — засновник і головний редактор українського історико-медичного журналу «Агапіт», що видається українською, російською та англійською мовами, а також головний редактор оригінальної історико-медичної праці «Видатні імена у світовій медицині».

## Відзнаки та почесні звання
Нагороджений орденом Вітчизняної війни І ступеня, двома орденами Червоної Зірки, орденом За заслуги ІІІ ступеня, орденом Богдана Хмельницького ІІІ ступеня та 13 медалями. Державна премія України (1983), заслужений діяч науки і техніки України (1995).
Почесний голова Українського наукового товариства істориків медицини, почесний член Російського та Болгарського наукових товариств істориків медицини, дійсний член Петровської академії наук і мистецтв (Санкт-Петербург), почесний громадянин свого рідного міста Могилева-Подільського Вінницької області.

## Наукові праці
- Развитие гигиены в Украинской ССР. — К., 1975;
- Врачебная этика и медицинская деонтология. — 3-е изд. — К., 1994;
- Медицина в зеркале истории: О Музее медицины УССР. — К., 1990;
- Путешествие в прошлое медицины. — К., 1995;
- Подорож у минуле медицини. — К., 1995.